# 黃米麵炸糕

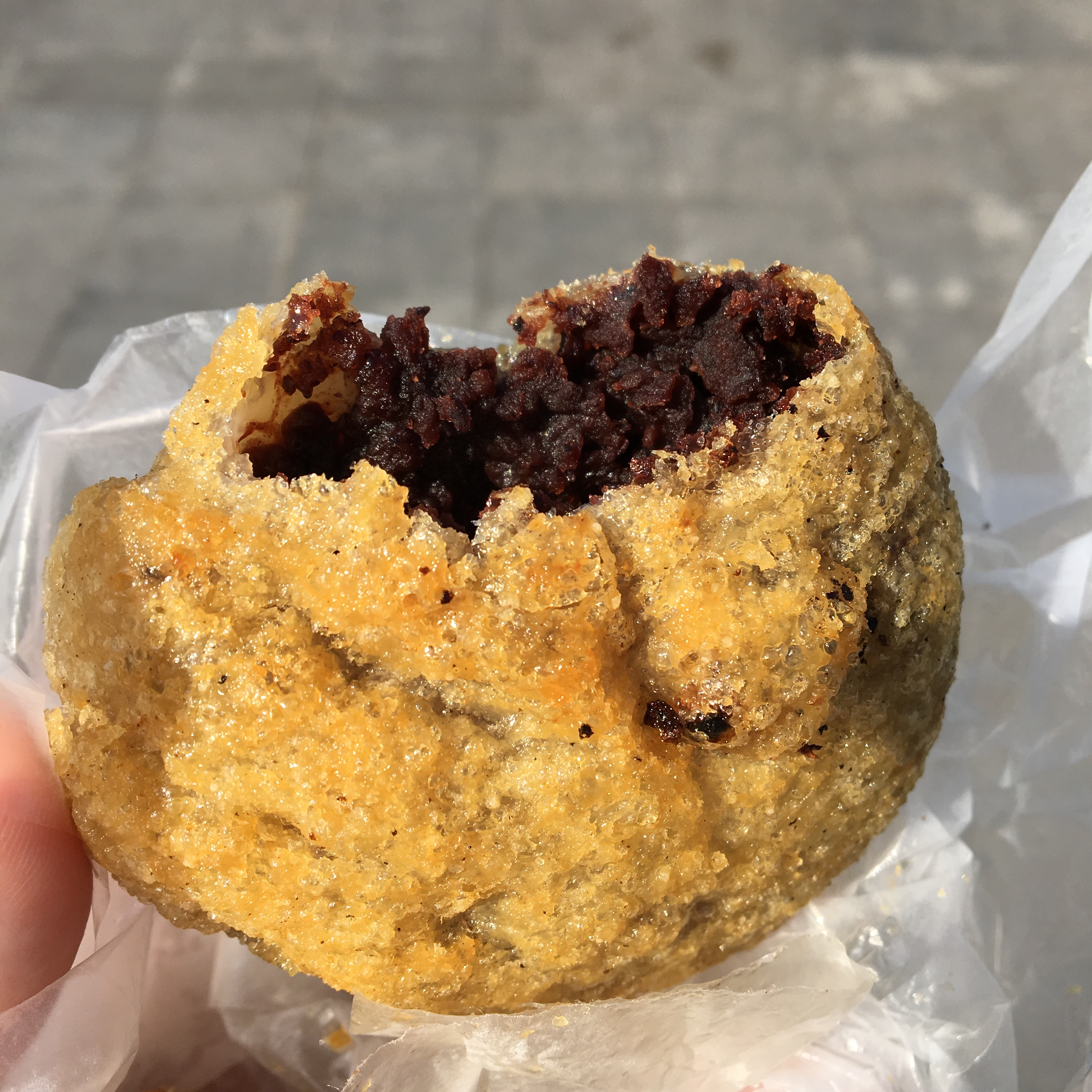
北京南城的炸糕

黄米面炸糕是以水磨米面为皮，以豆沙为馅，油炸成的食品。

## 製作方法
麵加水和好後發酵，揉進一點鹼。制作時在麵團中間按一個坑兒，包進豆沙餡，封嚴，入溫油鍋中炸至金黃色。